# Rock and Roll Over
Albums de Kiss
Destroyer
(1976) Love Gun
(1977)
Rock and Roll Over est le 5e album studio du groupe Kiss sorti en 1976. Il fut le premier album de Kiss à être certifié et à passer immédiatement ensuite au statut de double platine. Contrairement à Destroyer, qui avait été enregistré avec des membres du New York Philharmonic-Symphony Orchestra, Rock and Roll Over n'a été enregistré que par les quatre membres du groupe et dans un vieux théâtre new-yorkais abandonné afin de retrouver le son live du groupe.
Calling Dr. Love et dans une moindre mesure I Want You et Makin' Love sont les seules chansons de l'album à être fréquemment jouées en concert, alors que Ladies Room, Hard Luck Woman et Take Me ont été jouées assez souvent autrefois pour ensuite être oubliées. Love 'Em and Leave 'Em ne fut jouée qu'une seule fois en concert, soit au Japon en 2006. Mr Speed a parfois été jouée sur la tournée "Farewell Tour".

## Composition du groupe
- Paul Stanley - guitare rythmique, chants.
- Gene Simmons - basse, chants.
- Ace Frehley - guitare solo
- Peter Criss - batterie, percussions, chants.

## Liste des titres
Vinyle – Casablanca (CBLA 71005,  France)
| A1. | I Want You       | Paul Stanley               | Paul Stanley | 3:02 |
| A2. | Take Me          | Paul Stanley, Sean Delaney | Paul Stanley | 2:53 |
| A3. | Calling Dr. Love | Gene Simmons               | Gene Simmons | 3:41 |
| A4. | Ladies Room      | Gene Simmons               | Gene Simmons | 3:25 |
| A5. | Baby Driver      | Peter Criss, Stan Penridge | Peter Criss  | 3:59 |

| B1. | Love 'Em and Leave 'Em | Gene Simmons               | Gene Simmons | 3:41 |
| B2. | Mr. Speed              | Paul Stanley, Sean Delaney | Paul Stanley | 3:19 |
| B3. | See You in Your Dreams | Gene Simmons               | Gene Simmons | 2:31 |
| B4. | Hard Luck Woman        | Paul Stanley               | Peter Criss  | 3:32 |
| B5. | Makin' Love            | Paul Stanley, Sean Delaney | Paul Stanley | 3:12 |

## Charts
| Pays       | Charts               | Meilleure position | Réf   |
| ---------- | -------------------- | ------------------ | ----- |
| États-Unis | Billboard 200        | 11                 | [ 3 ] |
| Allemagne  | Media Control Charts | 39                 | [ 4 ] |
| Autriche   | Ö3 Austria Top 40    | 12                 | [ 4 ] |
| Canada     | RPM                  | 16                 | [ 4 ] |
| Japon      | Oricon               | 15                 | [ 4 ] |
| Suède      | Sverigetopplistan    | 9                  | [ 5 ] |

Récompense
| *    | Certification | Ventes    |
| ---- | ------------- | --------- |
| RIAA | 2 × Platine   | 2 000 000 |